# Sporty wodne na Igrzyskach Imperium Brytyjskiego 1934
Sporty wodne rozegrane podczas II Igrzysk Imperium Brytyjskiego w 1930 roku obejmowały dwie dyscypliny: pływanie i skoki do wody. W pierwszej z nich rozegrano siedem konkurencji męskich i sześć kobiecych, zaś w drugiej po dwie męskie i kobiece.

## Rezultaty

### Pływanie

#### Kobiety
| Konkurencja                             |                                                                  |         |                                                                                  |         |                                                                      |         |
| Konkurencja                             | Zawodnik                                                         | Wynik   | Zawodnik                                                                         | Wynik   | Zawodnik                                                             | Wynik   |
| --------------------------------------- | ---------------------------------------------------------------- | ------- | -------------------------------------------------------------------------------- | ------- | -------------------------------------------------------------------- | ------- |
| 100 jardów stylem dowolnym              | Phyllis Dewar                                                    | 1:03,00 | Irene Pirie                                                                      | 1:03,60 | Jean McDowell                                                        | 1:05,80 |
| 400 jardów stylem dowolnym              | Phyllis Dewar                                                    | 5:45,60 | Jenny Maakal                                                                     | 5:53,00 | Irene Pirie                                                          | 5:54,40 |
| 100 jardów stylem grzbietowym           | Phyllis Harding                                                  | 1:13,80 | Margot Hamilton                                                                  | 1:15,00 | Valerie Davies                                                       | 1:18,20 |
| 200 jardów stylem klasycznym            | Clare Dennis                                                     | 2:50,20 | Phyllis Haslam                                                                   | 2:55,40 | Margery Hinton                                                       | 2:58,60 |
| Sztafeta 4 × 110 jardów stylem dowolnym | Kanada Phyllis Dewar Florence Humble Margaret Hutton Irene Pirie | 4:21,80 | Związek Południowej Afryki Jenny Maakal Enid Hayward Kathleen Russell Molly Ryde | 4:34,00 | Anglia Edna Hughes Beatrice Wolstenholme Olive Bartle Margery Hinton | 4:34,40 |
| Sztafeta 3 × 110 jardów stylem ziennym  | Kanada Margaret Hutton Phyllis Haslam Phyllis Dewar              | 3:42,00 | Anglia Phyllis Harding Vera Kingston Edna Hughes                                 | 3:43,00 | Szkocja Jean McDowell Margot Hamilton Margaret McCullum              | 3:50,00 |

#### Mężczyźni
| Konkurencja                             |                                                              |          |                                                                              |          |                                                                          |          |
| Konkurencja                             | Zawodnik                                                     | Wynik    | Zawodnik                                                                     | Wynik    | Zawodnik                                                                 | Wynik    |
| --------------------------------------- | ------------------------------------------------------------ | -------- | ---------------------------------------------------------------------------- | -------- | ------------------------------------------------------------------------ | -------- |
| 100 jardów stylem dowolnym              | George Burleigh                                              | 55,00    | George Larson                                                                | 55,60    | Noel Crump                                                               | 56,20    |
| 400 jardów stylem dowolnym              | Noel Ryan                                                    | 5:03,00  | Norman Wainwright                                                            | 5:07,80  | Bob Pirie                                                                | 5:14,80  |
| 1500 jardów stylem dowolnym             | Noel Ryan                                                    | 18:25,40 | Bob Pirie                                                                    | 18:28,40 | Norman Wainwright                                                        | 18:33,20 |
| 100 jardów stylem grzbietowym           | Willie Francis                                               | 1:05,20  | John Besford                                                                 | 1:05,60  | Ben Gazell                                                               | 1:06,60  |
| 200 jardów stylem klasycznym            | Norman Hamilton                                              | 2:41,40  | William McCarty                                                              | 2:42,40  | Bill Puddy                                                               | 2:42,80  |
| Sztafeta 4 × 200 jardów stylem dowolnym | Kanada George Larson George Burleigh Robert Hooper Bob Pirie | 8:40,60  | Anglia Mostyn Ffrench-Williams Norman Wainwright Reginald Sutton Bob Leivers | 8:52,80  | Szkocja George Anderson Henry Cunningham Merilees Chassels William Burns | 9:23,40  |
| Sztafeta 3 × 110 jardów stylem zmiennym | Kanada Ben Gazell George Burleigh Albert Puddy               | 3:11,20  | Szkocja Merilees Chassels Norman Hamilton Willie Francis                     | 3:15,20  | Anglia Alan Summers John Besford Mostyn Ffrench-Williams                 | 3:16,00  |

### Skoki do wody

#### Kobiety
| Konkurencja        |                    |           |                 |           |                |           |
| Konkurencja        | Zawodnik           | Wynik     | Zawodnik        | Wynik     | Zawodnik       | Wynik     |
| ------------------ | ------------------ | --------- | --------------- | --------- | -------------- | --------- |
| Trampolina 3 metry | Judith Moss        | 62,27 pkt | Lesley Thompson | 60,49 pkt | Doris Ogilvie  | 57,00 pkt |
| Wieża 10 metrów    | Elizabeth MacReady | 30,74 pkt | Lesley Thompson | 27,64 pkt | Cecily Cousens | 27,36 pkt |

### Mężczyźni
| Konkurencja        |                |            |              |            |                |            |
| Konkurencja        | Zawodnik       | Wynik      | Zawodnik     | Wynik      | Zawodnik       | Wynik      |
| ------------------ | -------------- | ---------- | ------------ | ---------- | -------------- | ---------- |
| Trampolina 3 metry | J. Briscoe Ray | 117,12 pkt | Doug Tomalin | 110,50 pkt | Harry Class    | 106,57 pkt |
| Wieża 10 metrów    | Tommy Mather   | 83,83 pkt  | Doug Tomalin | 83,63 pkt  | Louis Marchant | 70,64 pkt  |

## Tabela medalowa
| Poz. | Państwo           |   |   |   | Łącznie |
| 1    | Kanada            | 8 | 4 | 6 | 18      |
| 2    | Anglia            | 4 | 6 | 6 | 16      |
| 3    | Australia         | 3 | 2 | – | 5       |
| 4    | Szkocja           | 2 | 2 | 3 | 7       |
| 5    | Południowa Afryka | – | 2 | – | 2       |
| 6    | Jamajka           | – | 1 | – | 1       |
| 7    | Nowa Zelandia     | – | – | 1 | 1       |
| 7    | Walia             | – | – | 1 | 1       |